# Teški akutni respiratorni sindrom
 Ovo je glavno značenje pojma Teški akutni respiratorni sindrom. Za druga značenja pogledajte SARS.
Teški akutni respiratorni sindrom (engl. SARS - Severe acute respiratory syndrome) bolest je dišnih putova u ljudi koju uzrokuje SARS koronavirus (SARS - CoV). Virus je zamalo uzrokovao pandemiju između studenog 2002. i srpnja 2003., s 8096 poznatih slučajeva i 12 potvrđenih smrtnih ishoda, prema izvještaju Svjetske zdravstvene organizacije iz 21. srpnja 2004. godine. U nekoliko tjedana SARS se proširio iz Guangdong provinicije u Kini na 37 zemalja diljem svijeta.
Smrtnost kroz dobne skupine do 8. svibnja 2003. iznosila je manje od 1 % za mlađe od 24 godine, 6 % za one od 25 do 44 godine, 15 % za one od 45 do 64 godine i više od 50 % za one starije od 60 godina. Za usporedbu, smrtnost gripe je obično oko 0.6 % (među starijima) ali može porasti do 33 % kada dođe do novih mutacija virusa. Stopa smrtnosti za virusnu upalu pluća može dosegnuti i 70 %. 
Od svibnja 2006., širenje SARS-a je u potpunosti zaustavljeno, sa zadnjim slučajem primjećenim u lipnju 2003. godine (iako je zadnji slučaj bio zaraza u laboratoriju 2004.). Ipak, SARS se ne smatra istrijebljenim jer još uvijek može biti prisutan među životinjskim vrstama i može se vratiti u ljudsku populaciju u budućnosti (primjer SARS-CoV-2).

## Simptomi
Vrijeme inkubacije iznosi dva do sedam dana, a simptomi su prema Svjetskoj zdravstvenoj organizaciji:
- iznenadna i brzo rastuća, visoka temperatura (preko 38 °C)
- upala sluznice ždrijela s kašljem i promuklošću
- otežano disanje
- bolovi u mišićima
- glavobolja
- atipična upala oba plućna krila, rendgenska snimka pluća na početku bolesti pokazuje infiltrate kod gotovo 80 % bolesnika
- u hematološko-biokemijskim nalazima kod većine bolesnika nema odstupanja od normale. Leukopenija  (<3.5X10 /L) se nalazi kod 33,9 % bolesnika, limfopenija (<1.0x109/L) u 69,6 % te trombocitopenija u 44,8 %.[4]

## Uzročnik
Corona virusi su RNA virusi, uzročnici bolesti u sisavaca i ptica. Ova grupa virusa uzrokuje probavne ili dišne infekcije u velikog broja životinja, uključujući i ljude. Prvotna skeniranja elektronskim mikroskopom u Hong Kongu i Njemačkoj pokazala su virusne čestice koje su nalikovale na paramyxovirus u sekretu pacijenata koji su oboljeli od SARS-a. Kasnije, pregled elektronskim mikroskopom u Kanadi pokazao je strukture koje su nalikovale na metapneumovirus (podtip paramyxovirusa) u sekretu. Pasteurov Institut u Parizu identificirao je coronavirus u uzorcima šest pacijenata, kao i laboratori Malika Peirisa na hongkoškom sveučilištu, koje je i prvo i objavilo da bi taj virus mogao biti uzročnik, nakon što su ga uzgojili iz uzoraka tkiva te su bili među prvima koji su razvili test kojim se dokazuje prisutnost virusa. Centar za kontrolu bolesti američkog javnog zdravstva (CDC) primijetio je virusne čestice u pogođenom tkivu (nalaz u tkivu znači da je virus patogen, a ne slučajno otkriće u sekretu). Nakon elektronskog mikroskopiranja, primijetili su da se radi o coronavirusu, provjera genoma i usporedba s postojećim bazama podataka pokazala je da je riječ o neprepoznatom coronavirusu.
Sekvenciranje genoma - koje je dovršeno u Vancouveru u 4 ujutro 12. travnja 2003. bilo je prvi korak u razvijanju dijagnostičkog testa za virus, i mogućeg cjepiva. Razvijen je i test za antitijela za virus. 16. travnja 2003. WHO je izdala priopćenje u kojem je potvrdila da je coronavirus uzročnik SARS-a. Znanstvenici na Erasmus University u Rotterdamu u Nizozemskoj dokazali su da coronavirus ispunjava Kochove postulate i dolazali da je baš on uzročnik virusa. U ekperimentu su životinje zaražene virusom razvile iste simptome kao i ljudi prilikom zaraze SARS-om.
Krajem svibnja 2003. godine, studije na primjerima divljih životinja koje su se prodavale na lokalnim tržnicama u Guangdongu u Kini otkrile su da je SARS coronavirus pronađen kod divljih cibetki, ali životinje nisu uvijek pokazivale kliničke simptome. Prvi zaključci su bili da je virus preskočio barijeru između vrsta i više od 10 tisuća cibetki je ubijeno. Virs je kasnije pronađen i kod rakunastih pasa i domaćih mačaka. 2005. godine, dvije su studije utvrdile pristunost SARS-sličnih coronavirusa i kod Kineskih šišmiša. Filogenetsko istraživanje ovih virusa pokazalo je visoku vjerojatnost da je coronavirus potekao od šišmiša do do ljudi ili direktno, ili preko divljih životinja na kineskim tržnicama. Šišmiši nisu pokazivali vidljive znakove bolesti, ali su vjerojatni rezervari SARS-sličnih coronavirusa.

## Dijagnoza
Može se sumnjati na SARS u pacijenata koji imaju:
1. Bilo koje simptome, uključujući i temperaturu iznad 38°C ili viši i
2. bili su :
  1. U kontaktu s ljudima zaraženim od SARS-a u zadnjih 10 dana
  2. Putovali su u regije koje je WHO prepoznao kao područja u kojima je SARS prisutan (to su do 11. svibnja 2003. bili dijelovi Kine, Hong Kong, Singaput i Ontario u Kanadi).

Vjerojatni slučaj SARS-a ima, uz gore navedeno i rengenski nalaz atipične pneumonije ili akutno zatajanje pluća. Sam snimak ne potvrđuje SARS, ali abnormalni infiltrati u plućima se uzimaju kao dokaz. Početni snimak pluća može biti normalan.
Trenutni laboratorijski testovi za SARS su ELISA, imunofluorescencija i lančana reakcija polimeraze. ELISA test dokazuje antitijela na SARS ali tek 21 dan nakon početnih simptoma. Drugi, test imunofluorescencije može detektirati antitijela nakon 10 dana, ali je riječ o iscrpnom testu koji zahtijeva imunosfluorescentni mikroskop i iskusnog tehničara. PCR detektira genetski materijal virusa u krvi, sluzi, uzorcima tkiva i stolici. PCR se pokazao izrazito precizan ali ne osjetljiv. To znači da pozitivan test znači infekciju SARS-om, dok negativan ne znači da pacijent nema SARS.
Bijela krvna zrnca su često povišena. Rani izvještaji su prijavili neutrofiliju i limfopeniju - ali relativnu, jer je ukupan broj bio snižen.

## Liječenje
Antibiotici ne djeluju s obzirom na to da je SARS virusna bolest. Liječenje se uglavnom temelji na olakšavanju simptoma, snižavanju temperature i raspiratornoj podršci ako je potrebna.
Sumnjivi slučaju koji podsjećaju na SARS trebaju biti izolirani, po mogućnosti u sobama s negativnim tlakom, a pristup ovim pacijentima treba biti moguć samo uz potpunu zaštitu. 
U početku se liječenje sastojalo od steroida i antivirusnog lijeka ravirin, iako nema dokaza da je ovo djelovalo.
Znanstvenici trenutno testiraju sve antivirusne lijekove, uključujući i one za AIDS, hepatitis i gripu na coronavirus.
Postoje i neki dokazi da se kod pacijenata razvija bolest kao posljedica imunosustava tijela na virus - tkz. citokinska oluja. Daljnje istraživanje je potrebno.
U prosincu 2004. godine kineski su znanstvenici prijavili da su proizveli cjepivo za SARS. Testirano je na grupi od 36 dobrovoljaca, od čega su kod 24 pronađena antitijela.
Revizija svih studija iz 2006. pokazala je da nikakvi lijekovi, antivirotici, steroidi ili druga terapija pomaže pacijentu. Neke su utvrdile da su štetne.
Kliničko tretiranje SARS-a je bilo neefikasno, a većina visokorizičnih pacijenata trebala je raspirator. Trenutno, kortikosteroidi i Ribavirin su najčešća kombinacija lijekova za SARS (Wu et al, 2004.). Studije in vitro su pokazale da je Ribavirin u kliničkim dokazana neefikasan protiv SARS-a. Bolje kombinacije lijekova, ako se upotrijebe rano, su Kaletra, Ribavirin i kortikosteroidi. Uporaba kortikosteroida je kontroverzna. Limfopenija može biti i nuspojava uporabe kortikosteroida, što može dodatno smanjiti odgovor tijela na infekciju. Ipak, njihovo protuupalno djelovanje je nužno i liječnici moraju balansirati (Murphy 2008). Rezultati su ostvareni i uporabom interferona i glicirrizina. Lijekovi koji djeluju inhibitorski na virus nisu postigli uspjeh. Inhibitori HIV proteaze Ritonavir i Saquinavir nisu djelovali u neotrovnim dozama.

## Epidemiologija
SARS se smatra relativno rijetkom bolešću s 8,273 slučaja do 2003.

## Koronavirus ili SARS CoV-2
COVID-19 je virusna bolest uzrokovana novim koronavirusom SARS-CoV-2. Bolest se prvi put pojavila u kineskom gradu Wuhanu. Povodom brzog širenja ove bolesti Svjetska zdravstvena organizacija proglasila je pandemiju. Zabilježene su zaraze diljem zapadnog svijeta i Azijsko-pacifičkog oceana, uglavnom ljudi iz Kine, a kasnije se bolest širi diljem Europe.
Oni inficirani mogu biti asimptomatski ili razviti simptome poput vrućice, kašlja, umora, nedostatka daha ili bolova u mišićima. Pregled 55.924 laboratorijski potvrđenih slučajeva u Kini, pokazao je sljedeće tipične znakove i simptome: vrućica (87,9 % slučajeva), suh kašalj (67,7 %), umor (38,1 %), stvaranje ispljuvaka (33,4 %), kratkoća daha (18,6 %), grlobolja (13,9 %), glavobolja (13,6 %), bolovi u mišićima ili bol u zglobovima (14,8 %), zimica (11,4 %), mučnina ili povraćanje (5,0 %), nazalna kongestija (4,8 %), proljev (3,7 %), hemoptiza (0,9 %) i zagušenje konjunktiva (0,8 %).

## Vanjske poveznice
- /www.mef.hr :: SARS  Arhivirana inačica izvorne stranice od 23. siječnja 2009. (Wayback Machine)

|  | Molimo pročitajte upozorenje o korištenju medicinskih informacija. Ne provodite liječenje bez savjetovanja s liječnikom! |